# Nekhekh
Flagellum
«  Flagellum (égyptologie) » redirige ici. Pour les autres significations, voir Flagellum.
| N35 · Aa1 · Aa1 | G43 | S45 |

| N35 · Aa1 · Aa1 | G43 | S45 |

Le flagellum (ou nekhekh).

Le nekhekh, ou flagellum, est le fléau symbolique qui, de pair avec la crosse, fait partie des attributs du pharaon. C'est à la fois un instrument agricole et un symbole de souveraineté. Il représente la protection et la puissance féconde du roi qui, comme un pasteur avec la crosse et comme un agriculteur avec le fléau, est le nourrisseur de son peuple.
Il a parfois été interprété comme étant un fouet chasse-mouches, hypothèse controversée. L'interprétation en fait remonter ses origines à la préhistoire : c'est le fléau d'Osiris, insigne d'autorité au même titre que la crosse héqa, un insigne qui signifie la domination et la puissance du roi qui, quand il est assis, croise sur sa poitrine la crosse héqa et le nekhekh.
Il apparaît pour la première fois sur la palette de Narmer, du nom du roi Narmer-Ménès, premier roi de l'Égypte unifiée et fondateur de la première dynastie. On le retrouve aussi sur l'iconographie de la Ire dynastie sous le règne du roi Horus Den.